# Rajd Antibes 1983
Rajd Antibes 1983 (18. Rallye International d'Antibes) – 18. edycja rajdu samochodowego Rajd Antibes rozgrywanego we Francji. Rozgrywany był od 13 do 15 października 1983 roku. Była to czterdziesta pierwsza runda Rajdowych Mistrzostw Europy w roku 1983 (rajd miał najwyższy współczynnik - 20).

## Klasyfikacja rajdu
| Miejsce                                          | Kierowca                                         | Pilot                                            | Samochód                                         | Czas                                             | Strata                                           |                                                  |
| Klasyfikacja generalna, ERC i mistrzostw Francji | Klasyfikacja generalna, ERC i mistrzostw Francji | Klasyfikacja generalna, ERC i mistrzostw Francji | Klasyfikacja generalna, ERC i mistrzostw Francji | Klasyfikacja generalna, ERC i mistrzostw Francji | Klasyfikacja generalna, ERC i mistrzostw Francji | Klasyfikacja generalna, ERC i mistrzostw Francji |
| ------------------------------------------------ | ------------------------------------------------ | ------------------------------------------------ | ------------------------------------------------ | ------------------------------------------------ | ------------------------------------------------ | ------------------------------------------------ |
| 1.                                               | Jean-Luc Thérier                                 | Michel Vial                                      | Renault 5 Turbo "Tour de Corse"                  | 6:10:31                                          | 0.0                                              |                                                  |
| 2.                                               | Guy Fréquelin                                    | Jean-François Fauchille                          | Opel Manta 400                                   | 6:15:46                                          | +5:15                                            |                                                  |
| 3.                                               | Christian Gardavot                               | Rémy Levivier                                    | Porsche 911 SC                                   | 6:35:11                                          | +24:40                                           |                                                  |
| 4.                                               | Christophe Spiliotis                             | Isabelle Spiliotis                               | Porsche 911 SC                                   | 6:36:46                                          | +26:15                                           |                                                  |
| 5.                                               | Jean-Sébastien Couloumiès                        | Claudine Causse                                  | Opel Ascona B 2.0 SR                             | 6:44:40                                          | +34:09                                           |                                                  |
| 6.                                               | Pierre-César Baroni                              | Laurence Barthelet                               | Ford Escort RS1600i                              | 6:46:11                                          | +35:40                                           |                                                  |
| 7.                                               | Bruno Bouscary                                   | Pierre-Bernard Guérin                            | Renault 5 Alpine                                 | 6:49:29                                          | +38:58                                           |                                                  |
| 8.                                               | Alain Oreille                                    | Sylvie Oreille                                   | Opel Ascona                                      | 6:50:56                                          | +40:25                                           |                                                  |
| 9.                                               | Bertrand Balas                                   | Eric Lainé                                       | Alfa Romeo Alfetta GTV6                          | 6:50:57                                          | +40:26                                           |                                                  |
| 10.                                              | Bernard Donguès                                  | Jeanine Peyrichou                                | Renault 5 Alpine Turbo                           | 6:55:44                                          | +45:13                                           |                                                  |